# سكوت نيومان (سياسي)
سكوت نيومان (بالإنجليزية: Scott Newman)‏ هو محامي وسياسي أمريكي، ولد في 14 يناير 1947 في هوتشينسون في الولايات المتحدة. حزبياً، نشط في الحزب الجمهوري لمينيسوتا ‏ والحزب الجمهوري. وقد انتخب عضو مجلس ولاية مينيسوتا وانتخب عضو مجلس نواب مينيسوتا.

## وصلات خارجية
- الموقع الرسمي